# استرونتا (کالیفرنیا)
استرونتا (به انگلیسی: Stronetta) یک منطقهٔ مسکونی در ایالات متحده آمریکا است که در شهرستان مندوسینو، کالیفرنیا واقع شده‌است. استرونتا ۲۰ متر بالاتر از سطح دریا قرار دارد.